# Natação no Campeonato Europeu de Esportes Aquáticos de 2021 - 200 m peito feminino
A prova dos 200 metros peito feminino da natação no Campeonato Europeu de Esportes Aquáticos de 2021 ocorreu nos dias 20 e 21 de maio na Arena Danúbio, em Budapeste na Hungria. 

## Calendário
| Fase          | Data       | Hora  |
| ------------- | ---------- | ----- |
| Eliminatórias | 20 de maio | 10:25 |
| Semifinal     | 20 de maio | 18:30 |
| Final         | 21 de maio | 19:19 |

Todos os horários estão no horário local (UTC+1)

## Recordes
Antes desta competição, os recordes eram os seguintes:
|                       | Nadadora              | Tempo   | Local     | Data                 |
| --------------------- | --------------------- | ------- | --------- | -------------------- |
| Recorde mundial       | Rikke Møller Pedersen | 2:19.11 | Barcelona | 28 de julho de 2013  |
| Recorde europeu       | Rikke Møller Pedersen | 2:19.11 | Barcelona | 28 de julho de 2013  |
| Recorde do campeonato | Rikke Møller Pedersen | 2:19.84 | Berlim    | 22 de agosto de 2014 |

## Medalhistas
| Ouro                | Prata            | Bronze                |
| Molly Renshaw (GBR) | Lisa Mamie (SUI) | Yuliya Yefimova (RUS) |

## Resultados

### Eliminatórias
Esses foram os resultados das eliminatórias. 
| Pos. | Bateria | Raia | Nadadora                | Nacionalidade | Tempo   | Notas            |
| ---- | ------- | ---- | ----------------------- | ------------- | ------- | ---------------- |
| 1    | 3       | 4    | Evgeniia Chikunova      | Rússia        | 2:23.92 | Q                |
| 2    | 5       | 5    | Abbie Wood              | Reino Unido   | 2:24.16 | Q                |
| 3    | 3       | 3    | Lisa Mamie              | Suíça         | 2:24.47 | Q                |
| 4    | 4       | 4    | Molly Renshaw           | Reino Unido   | 2:24.52 | Q                |
| 5    | 5       | 4    | Yuliya Yefimova         | Rússia        | 2:24.75 | Q                |
| 6    | 4       | 5    | Maria Temnikova         | Rússia        | 2:24.95 |                  |
| 7    | 4       | 3    | Francesca Fangio        | Itália        | 2:25.00 | Q                |
| 8    | 5       | 3    | Marina García Urzainqui | Espanha       | 2:24.99 | Q                |
| 9    | 3       | 5    | Jessica Vall            | Espanha       | 2:25.17 | Q                |
| 10   | 3       | 2    | Martina Carraro         | Itália        | 2:25.36 | Q                |
| 11   | 4       | 2    | Victoria Kaminskaya     | Portugal      | 2:25.90 | Q                |
| 12   | 5       | 0    | Sophie Hansson          | Suécia        | 2:26.08 | Q                |
| 13   | 2       | 4    | Kotryna Teterevkova     | Lituânia      | 2:27.06 | Q                |
| 14   | 2       | 5    | Anastasia Basisto       | Moldávia      | 2:27.07 | Q,               |
| 15   | 3       | 0    | Petra Halmai            | Hungria       | 2:27.20 | Q                |
| 16   | 2       | 7    | Raquel Pereira          | Portugal      | 2:27.25 | Q                |
| 17   | 4       | 6    | Kristýna Horská         | Chéquia       | 2:27.41 | Q                |
| 18   | 3       | 6    | Kim Herkle              | Alemanha      | 2:27.54 |                  |
| 19   | 1       | 3    | Andrea Podmaníková      | Eslováquia    | 2:27.77 | Recorde nacional |
| 20   | 5       | 6    | Lisa Angiolini          | Itália        | 2:27.78 |                  |
| 21   | 3       | 1    | Tes Schouten            | Países Baixos | 2:28.17 |                  |
| 22   | 2       | 0    | Emelie Fast             | Suécia        | 2:28.38 |                  |
| 23   | 3       | 8    | Clara Rybak-Andersen    | Dinamarca     | 2:28.41 |                  |
| 24   | 5       | 1    | Eneli Jefimova          | Estónia       | 2:28.64 |                  |
| 25   | 5       | 2    | Eszter Békési           | Hungria       | 2:28.81 |                  |
| 26   | 3       | 9    | Martta Ruuska           | Finlândia     | 2:28.96 |                  |
| 27   | 5       | 8    | Stina Kajsa Colleou     | Noruega       | 2:29.00 |                  |
| 28   | 5       | 7    | Bente Fischer           | Alemanha      | 2:29.79 |                  |
| 29   | 4       | 8    | Thea Blomsterberg       | Dinamarca     | 2:29.98 |                  |
| 30   | 5       | 9    | Nikoleta Trníková       | Eslováquia    | 2:30.01 |                  |
| 31   | 3       | 7    | Tatiana Belonogoff      | Rússia        | 2:30.06 |                  |
| 32   | 2       | 9    | Maria Romanjuk          | Estónia       | 2:30.27 |                  |
| 33   | 2       | 2    | Hannah Brunzell         | Suécia        | 2:30.59 |                  |
| 34   | 2       | 8    | Arianna Castiglioni     | Itália        | 2:30.96 |                  |
| 35   | 4       | 9    | Eva Kummen              | Noruega       | 2:30.97 |                  |
| 36   | 4       | 7    | Tjaša Vozel             | Eslovênia     | 2:31.43 |                  |
| 37   | 1       | 4    | Hazal Özkan             | Turquia       | 2:31.65 |                  |
| 38   | 4       | 0    | Josephine Dumont        | Bélgica       | 2:32.01 |                  |
| 39   | 2       | 6    | Alíz Kalmár             | Hungria       | 2:32.41 |                  |
| 40   | 2       | 1    | Ana Blažević            | Croácia       | 2:32.85 |                  |
| 41   | 1       | 5    | Nina Vadovičová         | Eslováquia    | 2:33.83 |                  |
| 42   | 1       | 7    | Lea Polonsky            | Israel        | 2:35.94 |                  |
| 43   | 1       | 2    | Nàdia Tudó              | Andorra       | 2:37.55 |                  |
| 44   | 1       | 6    | Alina Tkachenko         | Ucrânia       | 2:40.49 |                  |
| 45   | 2       | 3    | Jenna Laukkanen         | Finlândia     | DNS     | DNS              |
| 45   | 4       | 1    | Laura Lahtinen          | Finlândia     | DNS     | DNS              |

### Semifinal
Esses foram os resultados das semifinais. 
Semifinal 1
| Pos. | Raia | Nadadora                | Nacionalidade | Tempo   | Notas |
| ---- | ---- | ----------------------- | ------------- | ------- | ----- |
| 1    | 5    | Molly Renshaw           | Reino Unido   | 2:21.55 | Q     |
| 2    | 4    | Abbie Wood              | Reino Unido   | 2:21.86 | Q     |
| 3    | 3    | Marina García Urzainqui | Espanha       | 2:24.25 | q     |
| 4    | 6    | Jessica Vall            | Espanha       | 2:24.50 | q     |
| 5    | 7    | Kotryna Teterevkova     | Lituânia      | 2:25.98 |       |
| 6    | 1    | Petra Halmai            | Hungria       | 2:26.10 |       |
| 7    | 8    | Kristýna Horská         | Chéquia       | 2:26.11 |       |
| 8    | 2    | Victoria Kaminskaya     | Portugal      | 2:26.17 |       |

Semifinal 2
| Pos. | Raia | Nadadora           | Nacionalidade | Tempo   | Notas            |
| ---- | ---- | ------------------ | ------------- | ------- | ---------------- |
| 1    | 5    | Lisa Mamie         | Suíça         | 2:23.15 | Q                |
| 2    | 4    | Evgeniia Chikunova | Rússia        | 2:23.33 | Q                |
| 3    | 3    | Yuliya Yefimova    | Rússia        | 2:23.56 | q                |
| 4    | 6    | Francesca Fangio   | Itália        | 2:24.56 | q                |
| 5    | 7    | Sophie Hansson     | Suécia        | 2:24.79 |                  |
| 6    | 2    | Martina Carraro    | Itália        | 2:25.07 |                  |
| 7    | 1    | Anastasia Basisto  | Moldávia      | 2:26.39 | Recorde nacional |
| 8    | 8    | Raquel Pereira     | Portugal      | 2:26.62 |                  |

### Final
Esse foi o resultado da final. 
| Pos.              | Raia | Nadadora                | Nacionalidade | Tempo   | Notas |
| ----------------- | ---- | ----------------------- | ------------- | ------- | ----- |
| Medalha de ouro   | 4    | Molly Renshaw           | Reino Unido   | 2:21.34 |       |
| Medalha de prata  | 3    | Lisa Mamie              | Suíça         | 2:22.05 |       |
| Medalha de bronze | 2    | Yuliya Yefimova         | Rússia        | 2:22.16 |       |
| 4                 | 6    | Evgeniia Chikunova      | Rússia        | 2:22.17 |       |
| 5                 | 5    | Abbie Wood              | Reino Unido   | 2:22.78 |       |
| 6                 | 8    | Francesca Fangio        | Itália        | 2:24.26 |       |
| 7                 | 7    | Marina García Urzainqui | Espanha       | 2:25.76 |       |
| 8                 | 1    | Jessica Vall            | Espanha       | 2:25.84 |       |

Legenda
| Recorde mundial       | Recorde mundial (World record)               |                       | Recorde africano                      | Recorde africano (African) |                                           | Q | Classificado por posição (Qualified) |
| Recorde do campeonato | Recorde do campeonato (Championship record)  | Recorde da América    | Recorde da América (Americas)         | q                          | Classificado por melhor tempo (Qualified) |   |                                      |
| Melhor marca do ano   | Melhor marca do ano (World leading)          | Recorde asiático      | Recorde asiático (Asian)              | DNS                        | Não largou (Did not start)                |   |                                      |
| Recorde nacional      | Recorde nacional (National record)           | Recorde europeu       | Recorde europeu (European)            | DNF                        | Não terminou (Did not finish)             |   |                                      |
| Recorde pessoal       | Recorde pessoal do atleta (Personal best)    | Recorde da Oceania    | Recorde da Oceania (Oceania)          | DSQ / DQ                   | Desclassificado (Disqualified)            |   |                                      |
| Recorde da temporada  | Recorde da temporada do atleta (Season best) | Recorde sul-americano | Recorde sul-americano (South America) | NM                         | Sem marca (No mark)                       |   |                                      |